# Берман, Сабина
Сабина Берман (исп. Sabina Berman, 21 августа 1955, Мехико) — мексиканская писательница и сценаристка, журналистка, кинорежиссёр
 и кинопродюсер.

## Биография
Дочь еврейских эмигрантов из Польши. Изучала психологию и литературу в Ибероамериканском университете. Увлеклась театром и кино. Сегодня — один из наиболее активных и привлекающих внимание драматургов Латинской Америки, работает как сценарист — в частности, по её сценариям поставлены фильмы А. Рипштейна, А. Куарона и А. Гонсалеса Иньярриту. Ведет программу на телевидении.

## Избранные произведения
- Бабочка/ Mariposa (1974, стихи)
- Ocho cuartos igual a dos humores (1975, стихи)
- Головоломка/ Rompecabezas (1982, пьеса)
- Чудесная история Чикито Пингвики/ La maravillosa historia de Chiquito Pingüica (1984, пьеса для детского театра)
- Театр Сабины Берман/ Teatro de Sabina Berman (1985)
- Сад радостей земных, или Пытка наслаждением/ El jardín de las delicias o El suplicio del placer (1986, пьеса)
- Poemas de agua (1986, стихи)
- Полет/ Volar (1987, журнальные статьи, в соавторстве)
- Lunas (1988, стихи)
- Внезапная смерть/ Muerte súbita (1989, пьеса)
- Бабушка/ La bobe (1990, роман)
- Грех твоей матери/ El pecado de tu madre (1992, пьеса)
- Именем Божьим/ En el nombre de Dios (1993, пьеса)
- Между Панчо Вильей и обнаженной красоткой/ Entre Villa y una mujer desnuda (пьеса — 1993, киносценарий и режиссура — 1995; номинация на премию Серебряный Ариэль за лучший дебют, премия публики на фестивале мексиканского кино в Гвадалахаре)
- Зернышко риса/ Un grano de arroz (1995)
- Krisis (1996, пьеса)
- Любитель чеснока/ Amante de lo ajeno (1997)
- Трещина/ La grieta (1999, пьеса)
- Мольер/ Molière (2000, пьеса)
- Женщины и власть/ Mujeres y poder (2000, в соавторстве)
- Счастливого нового века, доктор Фрейд/ Feliz nuevo siglo doktor Freud (2002, пьеса)
- Задний двор/ El traspatio (2009, сценарий фильма Карлоса Карреры, премия МКФ в Гаване)
- Женщина, нырнувшая в самое сердце мира/ La mujer que buceó dentro del corazón del mundo (2010, роман, переведен на 11 языков), премия Liberatur Франкфуртской книжной ярмарки[3]
- El Narco Negocia con Dios (2012, пьеса)
- El Dios de Darwin (2014, роман)
- Matemáticas para la felicidad y otras fábulas (2017)

## Признание
Четырёхкратный лауреат Национальной премии за драматургию. Дважды лауреат Национальной премии за журналистику. Пьесы Берман широко идут в театрах Европы и США.